# SN 2007ss
SN 2007ss – supernowa typu Ia odkryta 20 grudnia 2007 roku w galaktyce NGC 4617. W momencie odkrycia miała maksymalną jasność 16,60m.